# Peter Heidrich
Peter Heidrich (* 26. Dezember 1929 in Stettin; † 18. Dezember 2007 in Rostock) war ein deutscher Theologe und Sprachwissenschaftler.

## Leben
Heidrich studierte an der Universität Rostock Evangelische Theologie. Später  wurde er dort Lektor für Alt-Griechisch und Latein. 1959 promovierte er mit einer Arbeit über "Maimunizitate bei Meister Eckhart" zum Doktor der Theologie. 1970 habilitierte er sich mit einer Arbeit über Dualismus und Dualität im Fach Religionsgeschichte und Neues Testament und erwarb so die Venia Legendi. Nach der Wende wurde er 1990 zum Professor an die Universität Rostock berufen. 1993 wurde er mit dem Bundesverdienstkreuz ausgezeichnet. 1996 emeritierte er.
Peter Heidrich war Hochschullehrer, Theologe, Religions- und Sprachwissenschaftler an den Universitäten Rostock und Greifswald. Viele Jahre wirkte er an der Hochschule für Musik und Theater Rostock als Philosoph, Dramaturg und Seelsorger.
Seine Begegnung mit dem Zen-Meister Pater Lassalle SJ aus Japan eröffnete ihm während der DDR-Zeit neue Horizonte im Umgang mit Meditation und Kontemplation. Seine an Sokrates orientierte Lehrweise und seine Vorlesungen über Faust II und Dantes Göttliche Komödie haben seine Studenten seit 1960 geprägt. Herausragend waren seine Märchendeutungen, seine Vorlesungen zur Zahlenmystik, zu Sternensagen und zum Buddhismus. Peter Heidrich war Mitglied der Evangelischen Michaelsbruderschaft und viele Jahre Ältester (Leiter) des Konventes Norden.

## Auszeichnungen
- Bundesverdienstkreuz 1. Klasse (30. September 1993)[2]
- Siemerling-Sozialpreis des Dreikönigsvereins Neubrandenburg (1999)
- Eintragung in das Ehrenbuch der Hansestadt Rostock (2000)

## Werke
- Maimuni-Zitate bei Meister Eckhart. Diss. theol. [masch.] Rostock 1960; jetzt publiziert in: P. Heidrich, Im Gespräch mit Meister Eckhart und Maimonides. Mit Beiträgen von Gotthard Hiecke, Udo Kern, Norbert Müller, Eberhard Winkler u. Johannes Müller, hrsg. v. Hermann Michael Niemann, Rostocker Theologische Studien 22, Berlin (u. a.) 2010, ISBN 978-3-643-10384-0, S. 66–185.
- Weg wird Weg im Gehen. Beiträge zur Spiritualität, Religion und Märchendeutung, hrsg. von Hermann Michael Niemann u. Karl Schultz, Rostocker Theologische Studien 4, Berlin (u. a.) (3. überarbeitete und erweiterte Auflage) 2009, ISBN 978-3-8258-4560-5.